# Anaeroplasma bactoclasticum
Anaeroplasma bactoclasticum è una specie di batterio appartenente alla famiglia delle Anaeroplasmataceae.